# Estação Ferroviária de São Marcos
A estação ferroviária de São Marcos, igualmente conhecida como de São Marcos da Serra:113 e como de São Marcos - Santana da Serra, é uma gare encerrada da Linha do Sul, que servia nominalmente as localidades de São Marcos da Serra (concelho de Silves) e de Santana da Serra  (concelho de Ourique), em Portugal.

## Descrição

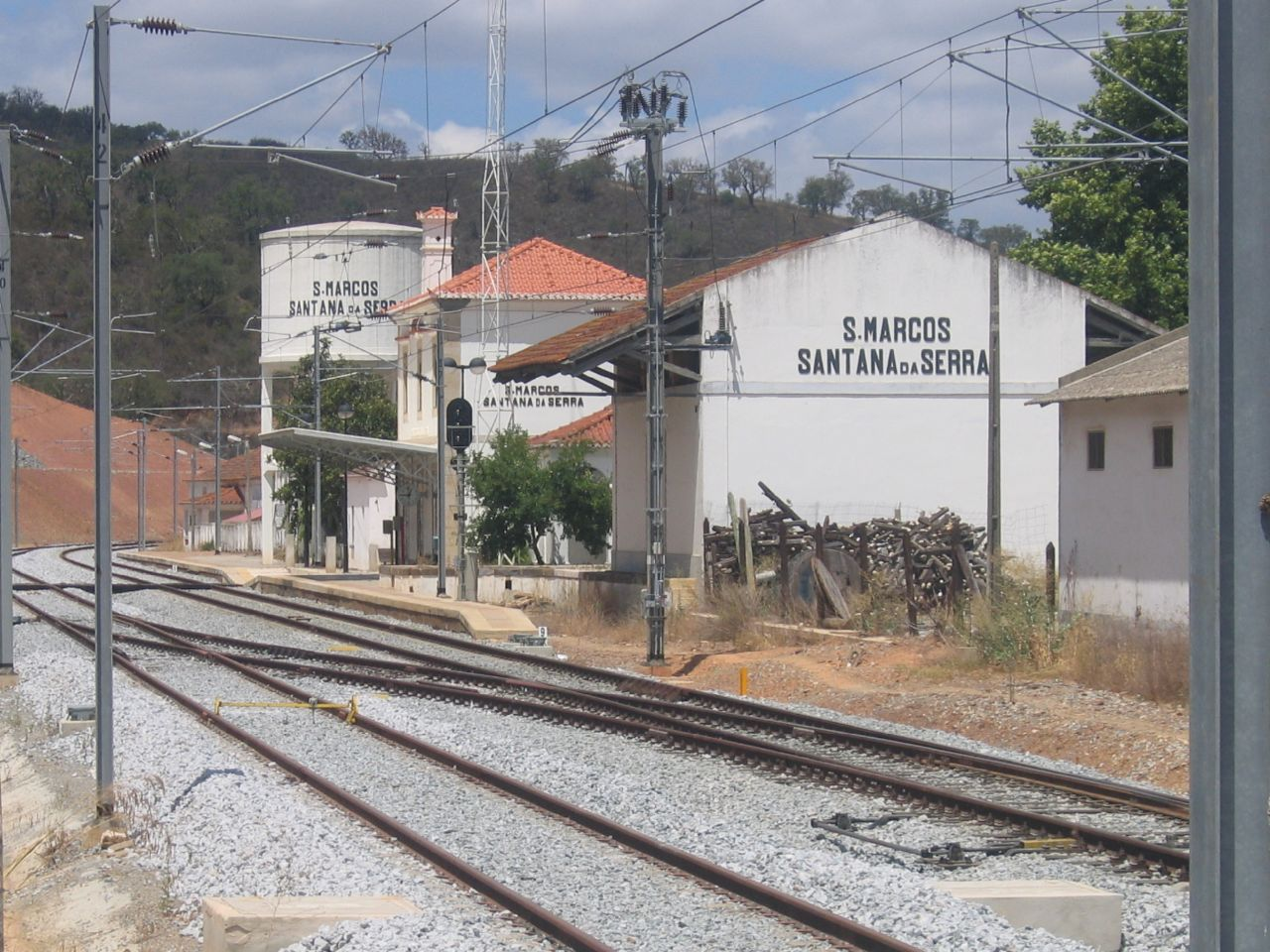
Estação de São Marcos, em 2006.

### Localização e acessos
Situa-se na Rua dos Ferroviários / Rua da Oficina, no limite de São Marcos da Serra, distando do seu centro (igreja) pouco mais de um quilómetro, para nornoroeste. A localidade nominal secundária, Santana da Serra, situa-se a cerca de vinte quilómetros para nornordeste, mormente pela EN264 / IC1.

### Caraterização física
Esta interface apresenta duas vias de circulação, identificadas como I e II, com 447 e 410 m de extensão e acessíveis por plataforma de 80 m de comprimento e alturas de 350 e 685 mm; existe ainda uma via secundária, identificada como III, com comprimento de 73 m; todas estas vias estão eletrificadas em toda a sua extensão. O edifício de passageiros situa-se do lado nordeste da via (lado esquerdo do sentido ascendente, para Tunes).
Situa-se perto desta interface, ao PK 271+554, a zona neutra de São Marcos da Serra que isola os troços da rede alimentados respetivamente pelas subestações de tração de Tunes e de Luzianes.

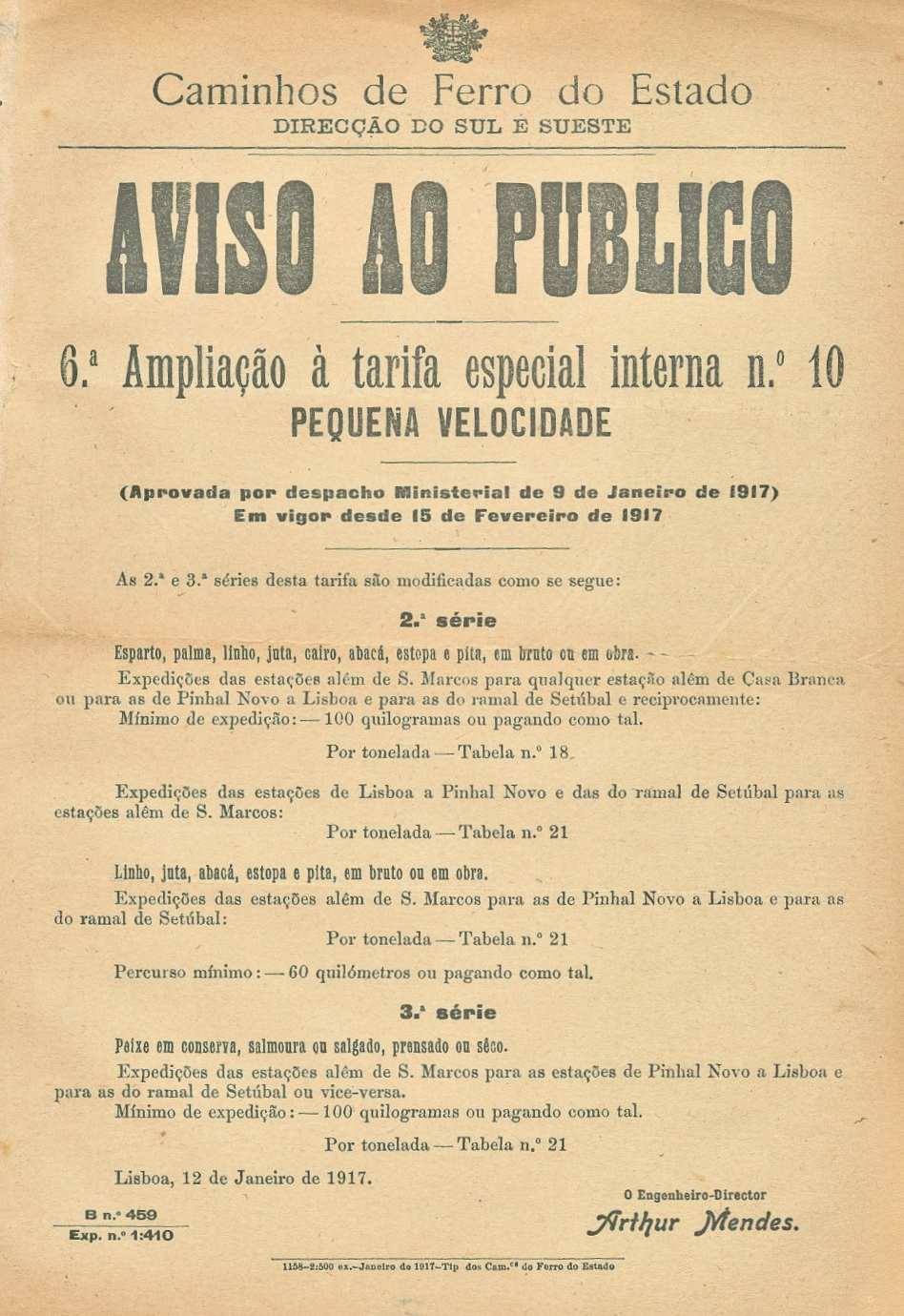
Aviso de 1917 sobre o transporte de mercadorias, onde se faz referência à estação de São Marcos.

## História
Esta interface insere-se no lanço da Linha do Sul entre Amoreiras-Odemira e Tunes da Linha do Sul, que foi inaugurado em 1 de Julho de 1889.
Num estudo elaborado pela administração dos Caminhos de Ferro do Estado em 1901 sobre as ligações rodoviárias às estações, encontra-se uma referência à estrada distrital n.º 191, que ainda não estava construída, e que devia cruzar a linha férrea na estação de São Marcos.
Um diploma publicado no Diário do Governo n.º 45, II Série, de 24 de Fevereiro de 1949, autorizou o processo de expropriação de uma parcela de terreno junto a a esta estação, para a construção de um dormitório. O auto de recepção definitiva relativo ao dormitório foi aprovado por um diploma no Diário do Governo n.º 182, II Série, de 7 de Agosto de 1950. Em 20 de Maio de 1961, o jornal Ecos do Algarve noticiou que tinha sido inaugurada a estrada entre a estação e a localidade de São Marcos da Serra, que tinha sido instalada pela Junta de Freguesia.

Em Janeiro de 2011, tinha duas vias de circulação, com 452 e 416 m de comprimento; continha duas plataformas, a primeira com um comprimento de 144 m e e uma altura de 40 cm, enquanto que a segunda apresentava 60 m de comprimento e 70 cm de altura — valores mais tarde ampliados para os atuais.